# Banat de Temeswar
Banat de Temeswar o Banat de Temes ((alemany: Temeschwarer Banat, Temescher Banat, romanès: Banatul Timişoarei, Banatul timişan) va ser una província de l'Imperi Habsburg que va existir entre el 1718 i el 1778. Estava situada al que avui dia és la regió del Banat. La província va deixar d'existir el 1778, passant a formar part del regne d'Hongria sota els Habsburg. Rep el seu nom per la ciutat deTemeswar (Timișoara), la seva capital, i per la regió de Temes.

## Història

### Antecedents
Abans que s'establís la província dels Habsburg, havien existit diverses altres entitats a la regió del Banat, com el voivodat de Glad (segle ix), el voivodat de Ahtum (segle XI), o el banat de Severin (des de 1233 fins al segle XVI), la província otomana anomenada eyalat de Temeşvar (1552-1716), el banat de Lugos i Karansebes dins del principat de Transsilvània (segles XVI-XVII), que estava sota la sobirania de l'imperi otomà en el seu conjunt.
Encara que després de la Gran Guerra Turca (1683-1697) i abans del tractat de Karlowitz (1699), la major part del Banat va estar controlada temporalment per les forces del príncep Eugeni de Savoia; com a conseqüència del tractat, es va reconèixer la sobirania otomana sobre la regió amb el fort de Temeşvar. No obstant això, com a resultat de la Guerra de Successió espanyola i la Guerra d'Independència de Rakóczi, els Habsburg es van inclinar a dirigir la seva atenció a una altra part dins del seu país, i no va haver-hi cap intent de la seva part de guanyar territoris dels otomans fins a 1710.

### Establiment
A la guerra austro-turca de 1716-18, el príncep Eugeni de Savoia va conquistar la regió del Banat a l'imperi otomà, la qual cosa va ser reconegut pel Tractat de Passarowitz de 1718. La monarquia dels Habsburg va establir allí una nova regió administrativa militar sota el nom de banat de Temeswar amb capital en Temeswar. La província va romandre sota administració militar fins al 1751, quan l'emperadriu Maria Teresa I d'Àustria va introduir l'administració civil al nord de la regió.
De 1718 al 1739, el banat incloïa no sols la regió homònima, sinó també parts de l'actual Sèrbia oriental al llarg de la riba sud del riu Danubi. Després del Tractat de Belgrad (1739), les àrees al llarg de la riba sud del Danubi van tornar a estar baix control otomà. El 1751, les parts del sud del Banat van ser excloses de la província i la Frontera Militar del Banato es va establir en aquest àrea.

El banat de Temeswar va ser abolit el 6 de juny de 1778 i el 23 d'abril de 1779 es va incorporar al regne d'Hongria dels Habsburg, mentre que el seu antic territori es va dividir en tres comtats: Torontal, Tems i Krassó-Szörény. La part sud de la regió del Banat, que formava part del banat de Temeswar fins al 1751, va continuar sent part de la Frontera Militar del Banat fins al 1873.

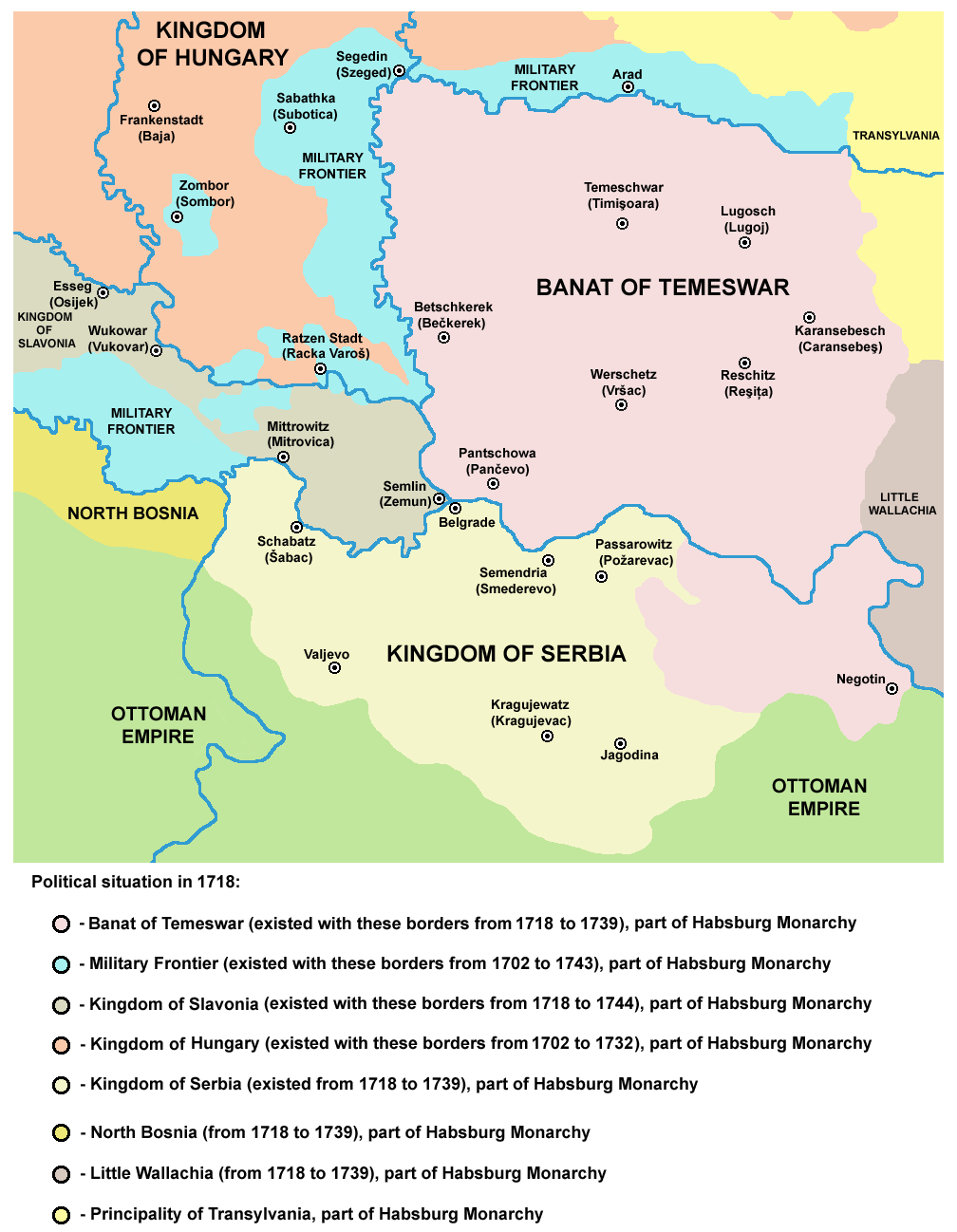
Banat de Temeswar entre 1718 i 1739.
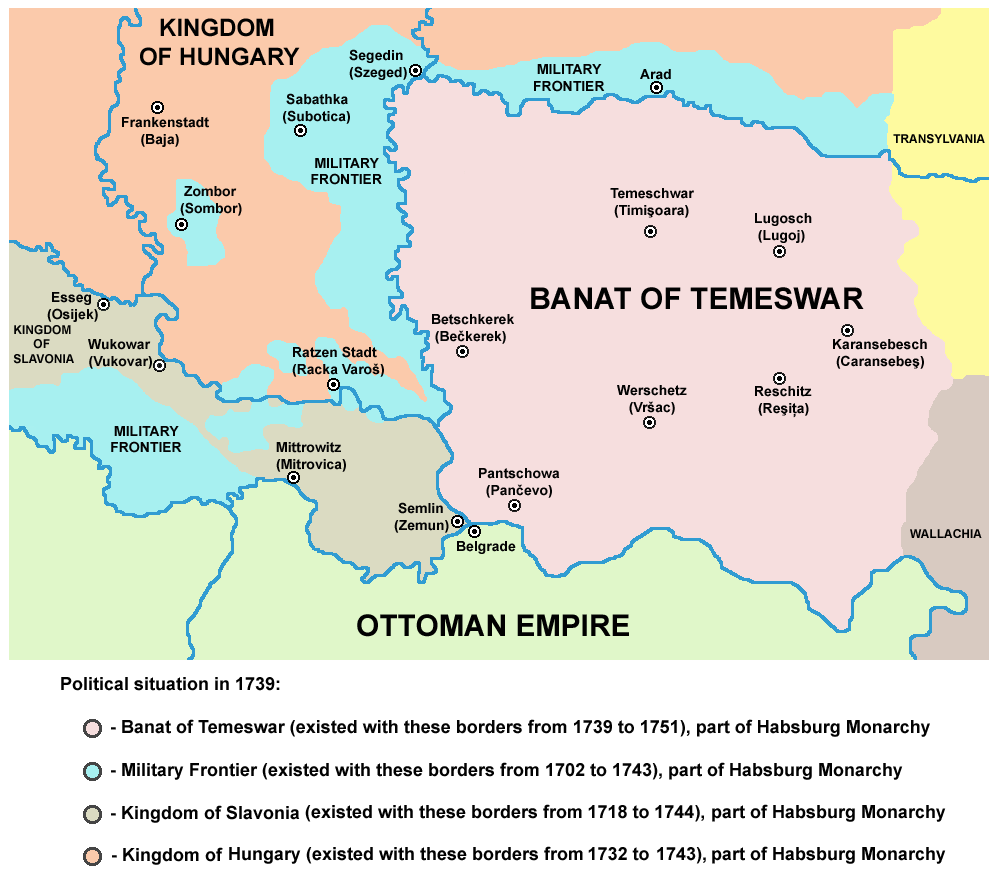
Banat de Temeswar entre 1739 i 1751.
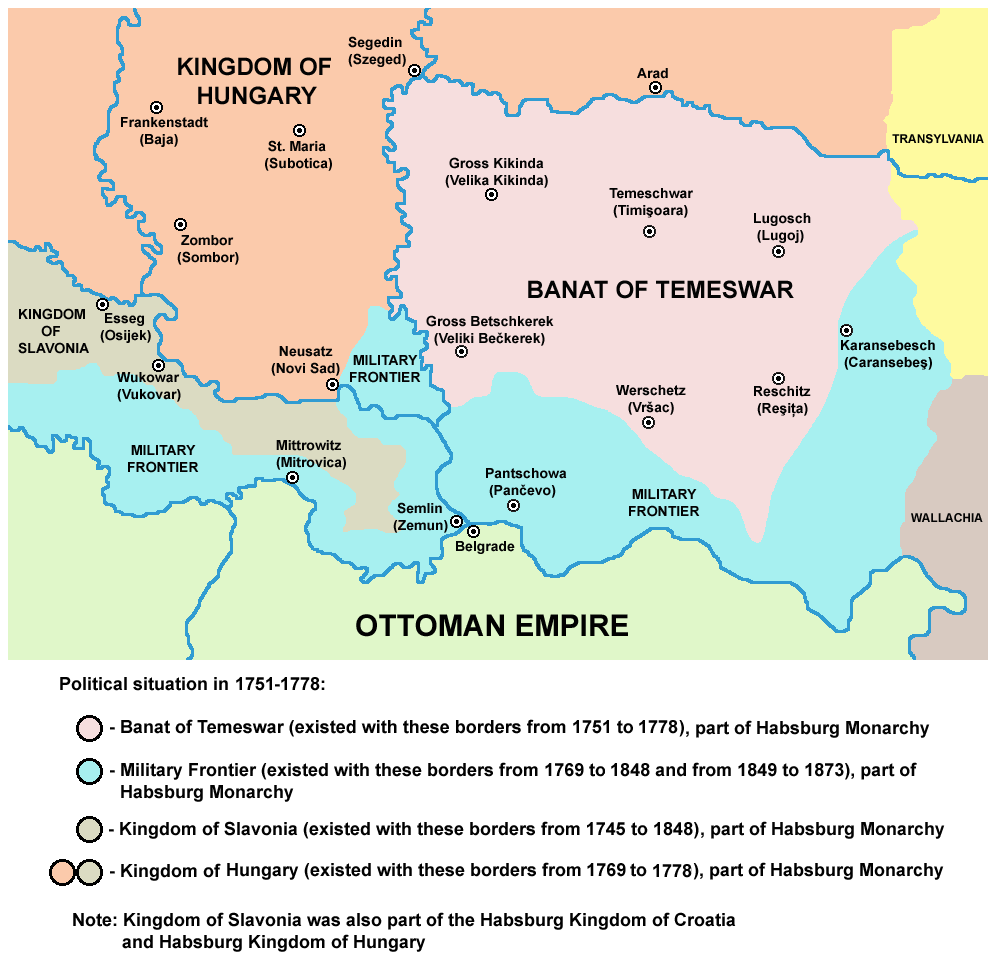
Banat de Temeswar entre 1751 i 1778.

## Població
La província va ser repoblada després de la conquesta Habsburg perquè havia sofert un gran declivi de població al llarg de les guerres anteriors. Segons el primer cens realitzat per les autoritats militars dels Habsburg, la població del Banat ascendia a uns 20.000 habitants, en la seva majoria serbis. L'antiga població musulmana del Banat havia abandonat la zona durant la conquesta dels Habsburg. El territori va ser repoblat per famílies alemanyes provinents de terres austríaques i del sud d'Alemanya, romanesos provinents de Valàquia i Transsilvània, eslovacs del nord i serbis, tant refugiats provinents de l'imperi otomà, com arribats a la zona procedents d'altres llocs de la monarquia dels Habsburg. La colonització dels diversos grups ètnics a l'àrea va durar fins a principis del segle xix. El govern va organitzar districtes de regiment que en la seva majoria tenien població sèrbia amb privilegis especials a canvi de defensar les fronteres. L'àrea també va perdre la seva població hongaresa durant els conflictes del segle xvi, però a ells no se'ls va permetre tornar fins a la dècada de 1740, perquè els Habsburg els consideraven "políticament poc de confiança". Com a conseqüència, els hongaresos van estar gairebé totalment absents del Banat en la primera meitat del segle xviii. Després que se'ls va atorgar el permís, van arribar colons hongaresos de diferents parts del regne (principalment de Transdanubia, el comtat de Csongrad i els districtes dels jàsics i cumans).
Segons dades de 1774, la població del Banat de Temeswar estava composta per:
- Romanesos: 220.000.
- Serbis i grecs: 100.000.
- Alemanys: 53.000.
- Hongaresos i búlgars: 2.400.
- Jueus: 340.

## Governadors
Els governadors del banat no tenien el títol de ban. Eren comandants militars i caps de l'administració provincial.
- Claudius Florimund Mercy (1716-1734)
- Johann Andreas von Hamilton (1734-1738)
- Wilhelm Reinhard von Neipperg (1738-1739)
- August Jakob Heinrich von Suckow (1739-1740)
- Franz Anton Leopold Ponz von Engelshofen (1740-1757)
- Ferdinand Philipp von Harsch (1757-1758)
- Anton von Pobla (1758-1759)
- Siegmund Friedrich Samuel von Lietzen (1759-1769)
- Maximilian Joseph von Mitrowsky (1769-1775)
- Johann Franz Anton von Zedtwitz (1775-1779)